# Сахм (Оман)
Сахм (араб. صحم‎) — город в провинции Аль-Батына Султаната Оман, центр одноимённого вилайета. Расположен на берегу Оманского залива, примерно в 35 км к юго-востоку от центра провинции города Сохар. Население по переписи 2003 года составляло 85 010 человек. По оценке 2008 года население могло достигнуть 105 513 человек.

## Достопримечательности

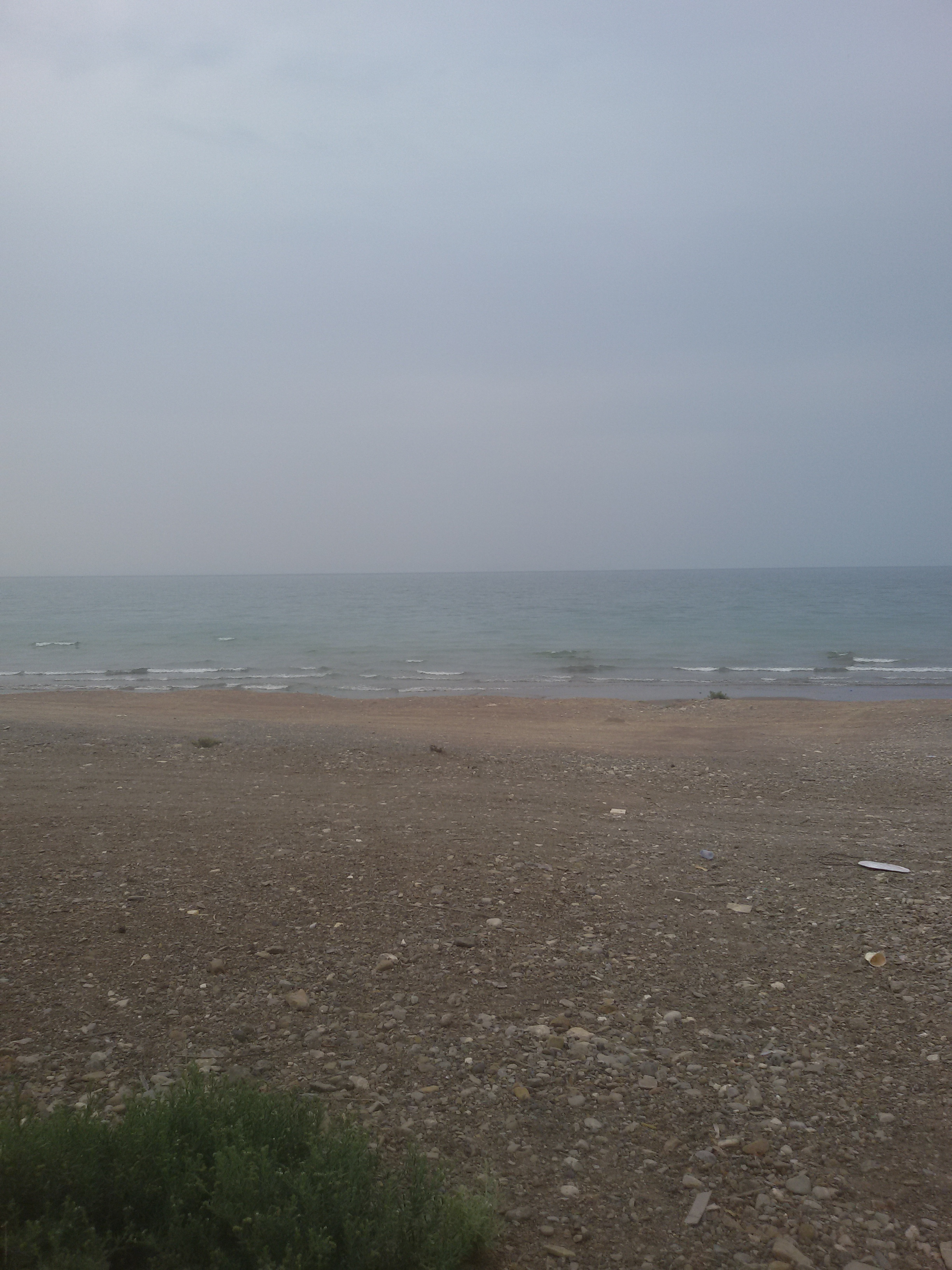
Морское побережье в Сахме

В Сахме расположено несколько крепостей и фортов, которые на протяжении истории защищали город от захвата. Самый известный из них — Форт Эс-Сук, где находилась резиденция наместника и кади вилайета до тех пор, пока не были построены современные здания, куда резиденция была перенесена по указу властей.

## Вилайет Сахм
В вилайете имеется большое количество арыков (самые известные: Фалдж Вади Бени-Амр, Эль-Фалидж, Эр-Рауда) и вади (Ахин, Эль-Мархум, Эс-Сарми, Шафан, Хур-эль-Мильх). Располагаясь между Оманским заливом и горами, вилайет не испытывает нехватки пресной воды. К региону относятся 82 населённых пункта.